# Marco Manlio Capitolino (cónsul 392 a. C.)

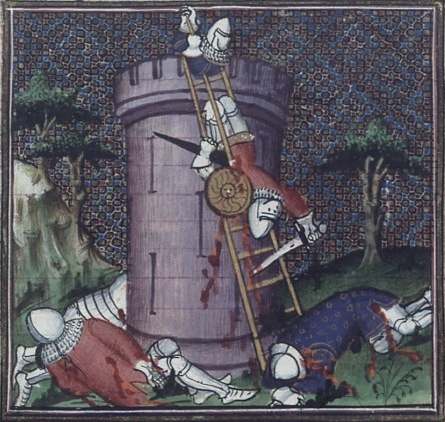
Miniatura medieval de M. Manlio defendiendo el Capitolio.

Marco Manlio Capitolino (en latín Marcus Manlius Capitolinus), el famoso defensor del Capitolio de los galos.

## Consulado
Cónsul en 392 a. C. con Lucio Valerio Potito. Tomó parte en la guerra que se llevó en ese año contra los ecuos, para lo cual Manlio fue honrado con una ovación y su colega con un triunfo. Roma ese año sufrió una peste y como los dos cónsules sufrieron la enfermedad se vieron obligados a renunciar y fueron seguidos por un interregno. 

## Defensa del Capitolio
En el año 390 a. C., cuando los galos por la noche trataron de subir al Capitolio, Manlio, cuya residencia estaba en aquella colina, fue despertado de su sueño por el graznido de los gansos y, al descubrir la causa de éste y acompañado con los hombres que pudo agrupar en el momento, se apresuró al lugar en donde los galos ascendían y logró repelerlos. 
Este acto heroico fue recompensado al día siguiente por la asamblea del pueblo con honores y distinciones que eran habituales en esa época. Se dice que recibió el apellido de Capitolino de esta circunstancia, pero esto es probablemente un error, ya que se había convertido en un nombre familiar de su gens mucho antes y por lo tanto lo había heredado de su padre.

## Su lucha por la causa plebeya
En 387 a. C. fue nombrado interrex, pero dos años más tarde, 385 a. C., abandonó la causa de los patricios, a cuya clase pertenecía, y se puso a la cabeza de los plebeyos, que sufrían gravemente de sus deudas y del duro y cruel trato que experimentaban de los acreedores patricios.
El motivo, sin embargo, de Manlio, para apoyarlos parece que no era tan puro; pues después de su defensa del Capitolio, no podía soportar ver a un hombre en igualdad o por encima de sí mismo, y había especulaciones de que albergaba deseos de proclamarse como tirano él mismo o uno de sus familiares. 
Con tales u otras intenciones excitó a los plebeyos contra sus opresores, y llegó a ser tan alarmante que los patricios resolvieron nombrar a un dictador, Aulo Cornelio Coso. Mientras que el dictador estaba ausente de Roma, Manlio recurrió a la violencia para rescatar a los plebeyos de las manos de sus acreedores, y se comportó como un demagogo.

## Su primer arresto y posterior liberación
Cuando el dictador regresó a la ciudad con el fin de poner fin a las actuaciones de Manlio, ordenó que este fuera convocado a comparecer ante él. Los rebeldes vinieron acompañados de una multitud de plebeyos, pero el dictador ordenó que fueran detenidos y consignados a la cárcel acusados de sedición. 
Los plebeyos, a pesar de que no se aventuraban a ir contra las órdenes del dictador, mostraron su dolor por el destino de su líder, y rodearon su prisión. Los intentos del senado para calmar la indignación de los plebeyos mediante cesión de tierras, solo provocó que ellos aún más se indignasen, ya que consideraban que eran sobornos para traicionar a su líder. La insurrección se elevó a tal altura que el senado se vio obligado a liberar a Manlio.

## Su sentencia de muerte
Sin embargo, ahora los plebeyos tenían un líder, y la insurrección en lugar de disminuir se extendió. En el año siguiente, 384 a. C., y viendo que Manlio no tenía escrúpulos de incitar a la plebe a la violencia, los tribunos consulares del año lo acusaron de alta traición, y citaron al pueblo a reunirse en el Campo de Marte, pero como el Capitolio, que había sido salvado por él, podía ser visto desde este lugar, el tribunal se trasladó al bosque sagrado Petelino, fuera de la Puerta Flumentana.
En este lugar, Manlio fue condenado, a pesar de su antigua gloria militar y su llamamiento a la gratitud de la gente, y lo arrojaron por la roca Tarpeya. Los miembros de la gens Manlia consideraron que había traído la desgracia sobre ellos, y, en consecuencia, resolvieron que ninguno de ellos deberían tener en el futuro el praenomen de Marco.